# 阿苏尔山
阿苏尔山（阿拉伯语：‎，羅馬化：Tall Asur；希伯來語：‎，羅馬化：Ba'al Hazor）是一座位于约旦河西岸地区的山，是巴勒斯坦领土的最高点之一，海拔1,016米。阿苏尔山有两座山峰，其中一座是以色列國防軍基地。从山上向东看，可以看到死海。